# مولود قاسم نايت بلقاسم
مولود قاسم نايت بلقاسم (ولد سنة 1927 وتوفي سنة 1992)، سياسي وفيلسوف ومؤرخ وكاتب جزائري. تقلد منصب مدير في وزارة الخارجية، فوزيرًا للتعليم الأصلي والشؤون الدينية ومستشارًا لرئيس الجمهورية، ثمّ أصبح مسؤولا في حزب جبهة التحرير مكلّفًا بتعميم استعمال اللغة الوطنية. ومسؤول على المجلس الأعلى للغة العربية.

## مولده ونشأته
ولد مولود قاسم في 6 يناير 1927 بقرية بلعيان من بلدية أقبو، بجاية، بدأ مشواره الدراسي من مسجد قريته، بلعيال بايت عباس، التابعة إداريا لبلدية إقبو، ثم واصل مشواره الدراسي في زاوية سيدي يحي العيدلي ثم في تونس، حيث التحق بجامعة الزيتونة سنة 1946. وهي نفس السنة التي التحق فيها بحزب الشعب ثم في 1947 وبعد أربع سنوات التحق بالقاهرة الأول في دفعته، ثم في 1954 التحق بجامعة باريس وسجل للدكتوراه حول بحث اسمه «الحرية عند المعتزلة» ولكن في سنة 1956 تخلى عن المشروع استجابة لنداء الإضراب الذي دعا إليه اتحاد الطلبة المسلمين، ثم اضطرته مضايقات الشرطة الفرنسية إلى مغادرة التراب الفرنسي وتوجه إلى التشيك، حيث سجل مرة أخرى بحثا للدكتوراه حول «الحرية عند كانط»، لكن الوطن ناداه مرة أخرى فأسرع للتلبية وترك بحثه واتجه إلى ألمانيا. ثم طلبه سعد دحلب أثناء مفاوضات إيفيان وكلفه بإعداد رد على المفاوض الفرنسي جوكس الذي كان يصرّ على أن الصحراء لا علاقة لها بالجزائر. ثم بعد الاستقلال شغل مولود قاسم عدة مناصب أثبت في كل منها ولاءه للجزائر وحقق في كل موقع نجاحات باهرة جلبت له عدة خصومات، لكن لم يعرف أنه استسلم في أي مرحلة من نضاله. خلال الثورة التحريرية ضحى مولود قاسم بطموح شخصي جامح تمثل في الحصول على الدكتوراه التي طرق أبوابها أكثر من مرة، لكن هجرته إلى ألمانيا حرمته نهائيا من هذا الهدف. وبعد الاستقلال، عاد سي مولود إلى أرض الوطن وجلب إلى بيته في العاصمة 8 أبناء لأخيه ليمكثوا معه في البيت.

## رجل التعريب الذي اتخذه القوميون عدوّا
كان من حق مولود قاسم بعد الاستقلال أن يخلد إلى الراحة أو يلتفت إلى مصالحه الشخصية التي ضحّى بها من أجل العمل الثوري، لكن الأوضاع في البلاد لم تسمح له بذلك، فهبّ لإحياء مقوّمات الأمة الجزائرية دينا ولغة ومجدا، الذي يطلع على جهاد وجهود مولود قاسم من أجل التعريب يصعب عليه أن يعرف بأن الرجل يتقن 9 لغات عالمية ويؤكد المؤرخ يحي بوعزيز» كان المرحوم مولود قاسم. حريصا كل الحرص على أن تستعيد اللغة العربية مكانتها ومركزها»«ورغم أنخراطه في التعريب أكثر من غيره، إلا أنه ظل رافضا لكل النظريات الفكرية القومية والبعثية التي أرادت أن تجعل من اللغة دينا، وروي عن مولود قاسم أنه سُئل عن القومية فقال أضيفوا نقطة فوق القاف، ولما سألت الدكتور أحمد بن نعمان عن هذا الأمر، قال لي إن مولود قاسم كان جزائريا وكفى وكان يدافع عن اللغة الوطنية، ومعنى هذا الكلام أنه لو اختيرت لغة أخرى لتكون لغة وطنية لدافع عنها مولود، لكن لم أجد في تصريحات مولود قاسم ما يشير إلى هذا، بل بالعكس كان دائما يدافع عن اللغة العربية الني قال عنها أكثر من مرة إنها لغة قادت العالم من قبل، وأعرب عن أمله بل عمل من أجل أن تعود إلى القيادة، وفي الواقع قلما نجد واحدا من دعاة التعريب قام بجهود تتفوق على جهود مولود بل كل أعماله تدل على أن الرجل كان مقتنعا بما يقول ويفعل، من أهم أعماله في هذا المجال» بجاية الإسلام علّمت أوروبا الرياضيات بلغة العروبة«وهو عمل أثبت فيه أن اللغة العربية قادرة على استيعاب كل العلوم.[بحاجة لمصدر]

## الجزائر في فكر قاسم
ولعل من بين النقاط الفكرية التي خالف فيها مولود قاسم غيره، هو تاريخ الجزائر وبدايتها. ففي الوقت الذي ذهب البعض إلى اعتبار استقلال البلاد بداية لقيام الجزائر وقال آخرون إن الفتح الإسلامي أو وصول العرب إلى الجزائر هو بدايتها في تلك الأثناء، خرج مولود قاسم على الناس ببحث تاريخي أسماه «» شخصية الجزائر الدولية قبل 1830» عاد فيه إلى الأصول القديمة لهذه الأمة التي كان لها دوما دور في التاريخ، وحين قال الرئيس الفرنسي الأسبق فاليري جيسكار ديستان للرئيس الراحل هواري بومدين » فرنسا التاريخية تمد يدها للجزائر الفتية«، غضب قاسم وقال للرئيس بومدين» إنه يشتمنا«، كما أسهم من خلال ملتقيات الفكر الإسلامي على بإبراز ماضي الجزائر وإسهامها في الحضارة الإسلامية.

## يوغرطة... مفخرة مولود ومصدر مشاكله
في أبحاثه التاريخية، وصل مولود قاسم إلى عدد من أمجاد الأمة الجزائرية وكان منهم الملك يوغرطة، ولشدة إعجابه به وبدوره اختار أن يكون هذا الملك ملف العدد الأول من مجلة الأصالة التي أصدرها حين كان وزيرا للشؤون الدينية، وقد سبب له هذا الملف بعض المتاعب كان بعضها بحسن نية وبعضها الآخر لحاجات في نفوس أصحابها، لقد اعتبر مولود قاسم أن يوغرطة هو واحد من أهم أبطال الجزائر الذين لا يمكن ان نتخلى عنهم واعتبر الاعتزاز بهم لا يناقض الانتماء إلى الإسلام. وفي كتابه» شخصية الجزائر«، قال نايت بلقاسم إن كفاح الأبطال السابقين هم مصدر فخر زمن الشدة. تأثر مولود قاسم بيوغرطة فاختار أن يمنح اسمه لإبنه البكر، ولما سُئل عن سبب الاختيار قال: » إنه أعظم ملك في تاريخ الجزائر«. ويروي الأستاذ محمد الهادي الحسني، في مقال نشره تحت عنوان» للتاريخ«، روى الانزعاج الذي ظهر لدى كثير من المتتبعين لقطاع الشؤون الدينية ـ وهو واحد منهم ـ ولكنه أكد أن اطلاعه على محتوى المجلة وافتتاحية مولود قاسم أطفأت الغضب الذي كان. ويذكر عثمان شبوب مدير الأصالة، آنذاك، أن موضوع الغلاف أثار حساسية كبيرة حتى الرئاسة استفسرت عن سبب الاختيار، ولم يستسلم مولود قاسم طوال حياته لأي مضايقات.

## عزيمة وعزة نفس
ومن المهم هنا الإشارة إلى مواقف جمع فيها مولود قاسم بين العزيمة وعزة النفس، دفعته إلى حد أن قال للرئيس بومدين بعد خلاف بينهما، » أفضل أن أكون بوابا في السويد على أن أكون وزيرا في حكومة ضعيفة«وكذلك فعل في حدود سنة 1971 حينما ذهب في زيارة إلى روسيا ولما وصل إلى المطار، علم أن في استقباله إطار في وزارة الخارجية، فرفض النزول من الطائرة وعاد إلى الجزائر وبرر موقفه بأنه لو نزل من الطائرة واستقبله إطار عادي لكان ذلك انتقاصا من قيمة الجزائر. وقال للروس إنه» لن يدخل بلادهم إلا إذا جاء لاستقباله شخص في مرتبة وزير«ولما عاد إلى الجزائر قدم استقالة إلى الرئيس بومدين، لكنه رفضها.

## مقاتل أصيب فيها مولود
في عزّ فرحة مولود قاسم بنجاح التعليم الأصلي وتفوق طلبته على تلاميذ المدارس الأخرى العادية، جاء الميثاق الوطني ليعلن» أما التعليم الأصلي فيجب إلغاؤه في أسرع الآجال«. وقال كل الذين عايشوا الفترة، إن مولود قاسم، بالإضافة إلى الصدمة التي تلقاها، إلا أنه ظل إلى آخر نفس يحاول إنقاذ المشروع، ولكن» لم يؤيده إلا عبد المالك بن حبيلس وزير العدل آنذاك«، فتفكك المشروع بين يديه، ومنذ مغادرته الوزارة لم يفتح أي مركز جديد لتكوين الأئمة. وبقيت الجامعة الإسلامية مجرد كلية كبيرة لتدريس العلوم الدينية التقليدية.

## مؤلفاته
| عنوان الكتاب                                    | دار النشر                            | تاريخ أول نشر | حجم الكتاب                               |
| ----------------------------------------------- | ------------------------------------ | ------------- | ---------------------------------------- |
| الجزائر (باللغة الألمانية)                      | الجامعة العربية في بون               | 1957          |                                          |
| أنية وأصالة                                     | وزارة التعليم الاصلي والشؤون الدينية | 1975          | 654 صفحة                                 |
| أصالية أم إنفصالية                              | وزارة التعليم الاصلي والشؤون الدينية | 1980          | من مجلدين الأول 416 صفحة الثاني 428 صفحة |
| ردود الفعل الأولية على غرة أول نوفمبر           | دار البعث بقسنطينة                   | 1983          | 254 صفحة                                 |
| شخصية الجزائر الدولية وهيبتها العالمية قبل 1830 | دار البعث بقسنطينة                   | 1985          | في جزئين الأول 256 صفحة الثاني 396 صفحة  |

## وفاته
توفي مولود بلقاسم نايت بلقاسم يوم 27 أوت 1992 بالجزائر العاصمة ودُفن بمقبرة العالية.
هو الذي قال لابنته الجزائر: «يا جزائر يا شقية، لولا أنّ اسمكِ الجزائر لأعطيتك (طْريحة)».